# Erromintxela

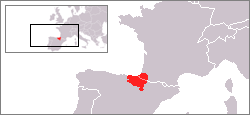
Localização das províncias bascas na Espanha e França

Erromintxela é a língua distintiva de um grupo de Ciganos que vivem no País Basco Às vezes é chamado de  BascoCaló ou Errumantxela em inglês; caló vasco, romaní vasco, ou errominchela em espanhol; e euskado-rromani or euskado-romani em francês. Embora relatos detalhados sobre a língua datem do final do século XIX, a pesquisa linguística começou apenas na década de 1990.
Os Erromintxela são descendentes de uma onda de Romanis Kalderash do século XV que entrou no País Basco pela França. Tanto étnica quanto linguisticamente, eles são distintos dos Caló de língua Romani e dos Romani Cascarots  do País Basco francês. Erromintxela é uma língua mista (referida como Para-Romani na línguística), derivando a maior parte de seu vocabulário do Romani Kalderash, mas usando gramática Basca, semelhante à forma como a língua angloromani dos Romanis na Inglaterra mistura o vocabulário romani e gramática inglesa. O desenvolvimento da língua mista foi facilitado pela integração incomumente profunda do povo erromintxela na sociedade basca e o bilinguismo resultante no basco. A língua está em declínio; a maioria dos talvez 1000 falantes restantes vivem na costa de Labourd e nas regiões montanhosas de Soule, Navarra, Gipuzkoa e Biscaia.

## Fonologia
De acordo com a descrição de Baudrimont de 1862 e fontes modernas do sul, Erromintxela parece ter, no máximo, o sistema de som abaixo. Os falantes do sul parecem não ter a vogal arredondada /y/ ou a consoante /θ/, em linha com as diferenças norte-sul no basco, e não está claro se a distinção do norte entre /ɡ/ e /ɣ/ também existe no sul.
|           |            | Labial        | Labial        | Labial | Labial | Coronal        | Coronal        | Coronal          | Coronal          | Coronal       | Coronal       | Coronal | Coronal | Dorsal | Dorsal | Dorsal | Dorsal | Glotal | Glotal |
| Bilabial  | Bilabial   | Labio- dental | Labio- dental | Dental | Dental | Lamino- dental | Lamino- dental | Apical- alveolar | Apical- alveolar | Pós- alveolar | Pós- alveolar | Palatal | Palatal | Velar  | Velar  |        |        | Glotal | Glotal |
| --------- | ---------- | ------------- | ------------- | ------ | ------ | -------------- | -------------- | ---------------- | ---------------- | ------------- | ------------- | ------- | ------- | ------ | ------ | ------ | ------ | ------ | ------ |
| Oclusiva  | Oclusiva   | m /m/         | m /m/         |        |        |                |                |                  |                  | n /n/         | n /n/         |         |         | ñ /ɲ/  | ñ /ɲ/  |        |        |        |        |
| Plosiva   | Plosiva    | p /p/         | b /b/         |        |        |                |                | t /t/            | d /d/            |               |               |         |         |        |        | k /k/  | g /ɡ/  |        |        |
| Africada  | Africada   |               |               |        |        |                |                | tz /ts̻/          | tz /ts̻/          | ts /ts̺/       | ts /ts̺/       | tx /tʃ/ | tx /tʃ/ |        |        |        |        |        |        |
| Fricativa | Fricativa  |               |               | f /f/  | f /f/  | /θ/            | /θ/            | z /s̻/            | z /s̻/            | s /s̺/         | s /s̺/         | x /ʃ/   | x /ʃ/   |        |        | j /x/  | /ɣ/    | h /h/  |        |
| Lateral   | Lateral    |               |               |        |        |                |                |                  |                  | l /l/         | l /l/         |         |         | ll /ʎ/ | ll /ʎ/ |        |        |        |        |
| Rótica    | Vibrante 1 |               |               |        |        |                |                |                  |                  | rr /r/        | rr /r/        |         |         |        |        |        |        |        |        |
| Rótica    | Vibrante 2 |               |               |        |        |                |                |                  |                  | r /ɾ/         | r /ɾ/         |         |         |        |        |        |        |        |        |

|                 |              | Anterior | Anterior | Posterior |       |
| não arredondada | arredondada  |          |          | Posterior |       |
| --------------- | ------------ | -------- | -------- | --------- | ----- |
| Fechada         | Fechada      | i /i/    | ü (/y/)  | u /u/     |       |
| Meio-Fechada    | Meio-Fechada | e /e/    |          | o /o/     |       |
| Aberta          | Aberta       | a /a/    | a /a/    | a /a/     | a /a/ |

Baudrimont usa um sistema semifonético com as seguintes convenções divergentes:
| Baudrimont | u   | Ou (ligadura ȣ) | y   | Δ   | Γ   | χ   | sh  | tsh  | z   |
| ---------- | --- | --------------- | --- | --- | --- | --- | --- | ---- | --- |
| IPA        | /y/ | /u/             | /j/ | /θ/ | /ɣ/ | /x/ | /ʃ/ | /tʃ/ | /z/ |

## Amostra de texto
Hiretzat goli kherautzen dinat
erromeetako gazin mindroa
ene muirako mandro londoa
mol loloena ene khertsiman.
Hire dui ankhai baro, koloek
pekhautzen nina kamatze-jakaz
phiria hautsiz erromenitzat
letu hindudan latziaz geroz.